# Nicolás Canales
Nicolás Canales, född 27 juni 1985 i Santiago, är en chilensk fotbollsspelare.